# Mohammed Bin Hammam
'Mohammed bin Hammam (Doha, 8 de maio de 1949) é um executivo e dirigente futebolista do Qatar. Foi presidente da Confederação Asiática de Futebol (AFC), além de membro executivo da Federação Internacional de Futebol (FIFA) de 1996 a 2011. Seus principais feitos como presidente foram a criação da Liga dos Campeões da Ásia e a aceitação da Seleção Australiana de Futebol junto à AFC.
Em 2011 candidatou-se a presidência da FIFA mas retirou a candidatura pouco antes de ser acusado de suborno de eleitores durante a campanha para sua eleição. Em 23 de julho de 2011 a comissão de ética da FIFA baniu Mohammed bin Hammam como membro executivo da FIFA e presidente da AFC.